# Fujiwara Takanobu
 (juillet 2025).
Si vous disposez d'ouvrages ou d'articles de référence ou si vous connaissez des sites web de qualité traitant du thème abordé ici, merci de compléter l'article en donnant les références utiles à sa vérifiabilité et en les liant à la section « Notes et références ».
Fujiwara Takanobu (藤原 隆信, Kyoto, 1142 - 1205) est un courtisan, poète et peintre de portraits japonais de la fin de l'époque de Heian et du début de l'époque de Kamakura. Demi-frère de Fujiwara no Teika, il est connu pour avoir initié un nouveau mouvement de peinture de portrait réaliste nommé nise-e, dont les trois portraits de Minamoto no Yoritomo, de Taira no Shigemori et Fujiwara no Mitsuyoshi sont caractéristiques.

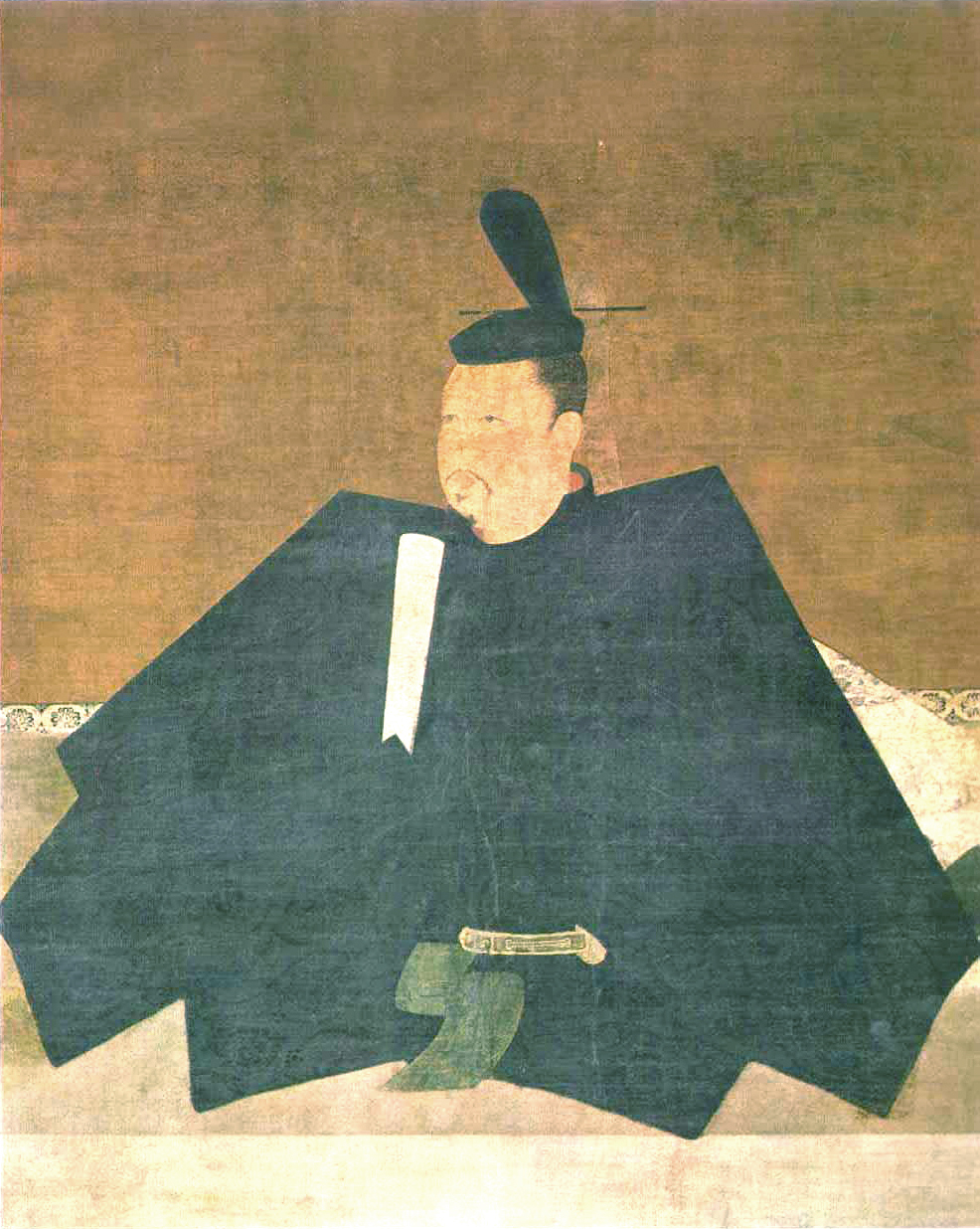
Portrait de Taira no Shigemori ou Portrait de Takauji Ashikaga